# George H. Christopher

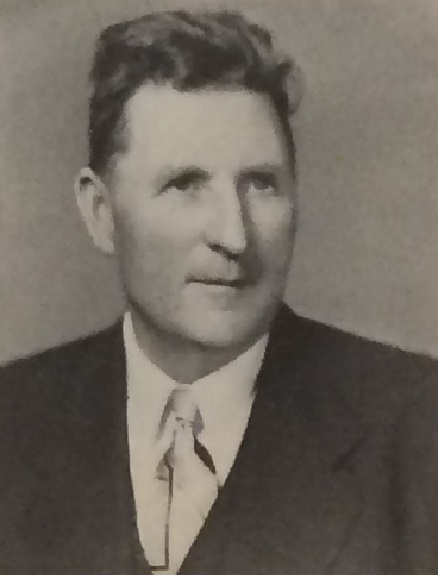
George H. Christopher

George Henry Christopher (* 9. Dezember 1888 bei Butler, Missouri; † 23. Januar 1959 in Washington, D.C.) war ein US-amerikanischer Politiker. Zwischen 1949 und 1959 vertrat er zweimal den Bundesstaat Missouri im US-Repräsentantenhaus.

## Werdegang
George Christopher besuchte die öffentlichen Schulen seiner Heimat und danach das Hill’s Business College in Sedalia. Später lebte er auf einer Farm im Calhoun County in Illinois und dann im Craig County in Oklahoma. Danach bewirtschaftete er im Bates County in Missouri seine eigene Farm.
Politisch war Christopher Mitglied der Demokratischen Partei. Bei den Kongresswahlen des Jahres 1948 wurde er im sechsten Wahlbezirk von Missouri in das US-Repräsentantenhaus in Washington gewählt, wo er am 3. Januar 1949 die Nachfolge von Marion Tinsley Bennett antrat. Da er im Jahr 1950 nicht bestätigt wurde, konnte er bis zum 3. März 1951 zunächst nur eine Legislaturperiode im Kongress absolvieren, die von den Ereignissen des Kalten Krieges geprägt war. In den Jahren 1951 und 1952 arbeitete Christopher für das US-Landwirtschaftsministerium.
Bei den Kongresswahlen des Jahres 1954 wurde Christopher im vierten Distrikt von Missouri erneut in den Kongress gewählt, wo er am 3. Januar 1955 Jeffrey Paul Hillelson ablöste. Nach zwei Wiederwahlen konnte er bis zu seinem Tod am 23. Januar 1959 dort verbleiben. Diese Zeit stand weiterhin im Zeichen des Kalten Krieges. Innenpolitisch war die Bürgerrechtsbewegung das vorherrschende Thema jener Zeit.